# Vert-Saint-Denis
Vert-Saint-Denis é uma comuna francesa localizada na região administrativa da Île-de-France, no departamento Sena e Marne. A comuna possui 7081 habitantes segundo o censo de 2007.